# Sostegno
Sostegno är en ort och kommun i provinsen Biella i regionen Piemonte i Italien. Kommunen hade 769 invånare (2018).